# Marie-Thérèse-Charlotte a Franței
Marie-Thérèse-Charlotte a Franței (n. 19 decembrie 1778 – d. 19 octombrie 1851) a fost cel mai mare copil a regelui Ludovic al XVI-lea al Franței și a soției sale, regina Marie Antoinette. Ca fiică a regelui, ea a fost Fiică a Franței. Până la căsătoria cu Louis-Antoine, fiul cel mare al regelui Carol al X-lea, era denumită la curte cu titlul onorific de Madame Royale.
După căsătorie, ea a purtat titlul de ducesă de Angoulême. A devenit Delfină a Franței după ce socrul ei a devenit rege al Franței în 1824. A fost regină a Franței pentru douăzeci de minute în 1830 după ce socrul ei a semnat actul de abdicare; 20 de minute mai târziu soțul ei a semnat același act.

## Primii ani
Marie-Thérèse a fost primul copil al regelui Ludovic al XVI-lea al Franței și a soției sale, regina Marie Antoinette, un copil apărut după nouă ani de la căsătoria celor doi. Prințesa a fost numită după mama reginei, împărăteasa Austriei Maria Tereza a Austriei.

Regele Ludovic XVI era un tată afectuos, care era încântat să-și răsfețe fiica. Marie-Thérèse l-a apreciat mai mult decât pe mama ei.
Atunci când a izbucnit Revoluția Franceză, Marie-Thérèse avea unsprezece ani. Nemulțumirile sociale au provocat sentimente anti-absolutiste. La Versailles gelozia curții și xenofobia au fost principalele cauze ale resentimentelor față de regina Marie Antoinette. Nepopularitatea reginei chiar și în fața unor membri puternici ai curții, inclusiv a ducelui de Orléans a condus la publicarea și distribuirea unor pamflete obscene în care regina era acuzată de depravare sexuală și de cheltuieli care au ruinat finanțele țării. Astăzi părerea general acceptată este că acțiunile reginei au fost prea mici pentru o animozitate așa de mare; daunele provocate de aceste hârtii despre monarhie au fost un catalizator pentru răsturnările ce vor veni. 
Cu toate că situația politică s-a înrăutățit, acest lucru n-a afectat-o pe Marie-Thérèse. O altă tragedie a lovit când sora ei mai mică, Sofia, a murit în 1787. Va urma nu după mult timp decesul Delfinul Ludovic-Joseph de tuberculoză în plină criză politică la începutul anului 1789.

## Arbore genealogic
1. ↑  Autoritatea BnF, accesat în 10 octombrie 2015